# Dagnäsöns naturreservat
Dagnäsöns naturreservat är ett 123 hektar stort område i Båvens sydöstra del varav 53 hektar utgörs av land. Reservatet ingår i Båvenområdet som är klassat som riksintresse för naturvård och friluftsliv.
Naturreservatet bildades 1975 och ingår det Europeiska nätverket (Natura 2000). Delar av reservatet är fågelskyddsområde och har beträdelseförbud 1 april–31 juli.